# فاضلة إبراهيم سلطان
فاضلة إبراهيم سلطان محمد علي إبراهيم ابن محمد وحيد الدين ابن ابرا هيم احمد ابن أحمد رفعت باشاابن الوالي إبراهيم باشا ابن محمد علي ولدت في باريس (1941). والدها الأمير محمد علي وحيد الدين بن إبراهيم يعود نسبه إلى والي مصر الألباني الأصل محمد علي باشا ووالدتها الأميرة خانزادة ابنة الأمير عمر فاروق ابن السلطان العثماني عبد المجيد الثاني. شقيقها الأمير أحمد رفعت إبراهيم.
كانت خطيبة الملك فيصل الثاني ملك العراق حيث كان من المفترض أن تكون ملكة العراق لولا ثورة 14 تموز عام 1958 أو ما يعرف بحركة تموز 1958 الذي أطاح بالملك وارداه قتيلا هو وعائلته وألغى نظام الحكم الملكي في العراق وتحويله إلى نظام جمهورية.

## خبر الانقلاب في تركيا
في صباح 14 تموز 1958، كانت الاستعدادات قائمة في مطار يشيل كوي (أتاتورك حاليآ) في إسطنبول لاستقبال الملك فيصل الثاني. وكان رئيس الوزراء عدنان مندريس على رأس الوفد الذي كان ينتظر وصول الملك العراقي، إلا أن الجميع فوجئوا بوقوع الانقلاب في العراق .
لم تعرف عائلة الأميرة (فاضلة) -خطيبة الملك فيصل- تفاصيل أحداث للانقلاب إلا بعد أيام. حيث علموا بمصير الأمير عبد الإله ورئيس الوزراء نوري السعيد والملك فيصل الذي كان يبلغ الثالثة والعشرين من عمره ، والذي أصيب بجروح بليغة ، 
تلقت الأميرة الشابة تعليمها في مدرسة هيفيلد في أسكوت - لندن. تزوجت من الدكتور المهندس خيري أوغلو ولها ولدين هما علي وسليم. في الثمانينيات من القرن الماضي عملت في منظمة يونسكو عام 1980.